# Yol (film)
Yol (La strada in turco) è un film del 1982 diretto da Şerif Gören e Yilmaz Güney, vincitore della Palma d'oro come miglior film al 35º Festival di Cannes.
Il film è un ritratto della società turca dopo il colpo di Stato del 1980, raccontata attraverso le storie di cinque prigionieri che ottengono il permesso di tornare a casa per una settimana dalla prigione in cui sono rinchiusi.

## Trama
1981, carcere di İmralı, isola dell'Egeo: cinque detenuti ottengono una settimana di licenza. Ognuno segue la sua strada (Yol in turco significa strada) per raggiungere la propria famiglia. Qui saranno accolti da conflitti sociali e culturali che hanno investito le rispettive famiglie a causa della loro condanna.

## Produzione
La realizzazione del film fu avventurosa, poiché il regista e sceneggiatore Yilmaz Güney si trovava in prigione al momento delle riprese. Il film fu diretto dal suo assistente Şerif Gören, che seguì con precisione le indicazioni del regista. Dopo la fine delle riprese Güney riuscì a fuggire dal carcere, prese i negativi del film che nel frattempo erano stati trasferiti in Svizzera e infine lavorò al montaggio a Parigi.

## Riconoscimenti
- Festival di Cannes 1982
  - Palma d'oro
  - Premio FIPRESCI
  - Premio della giuria ecumenica - Menzione Speciale